# ヘンリー・ハドソン

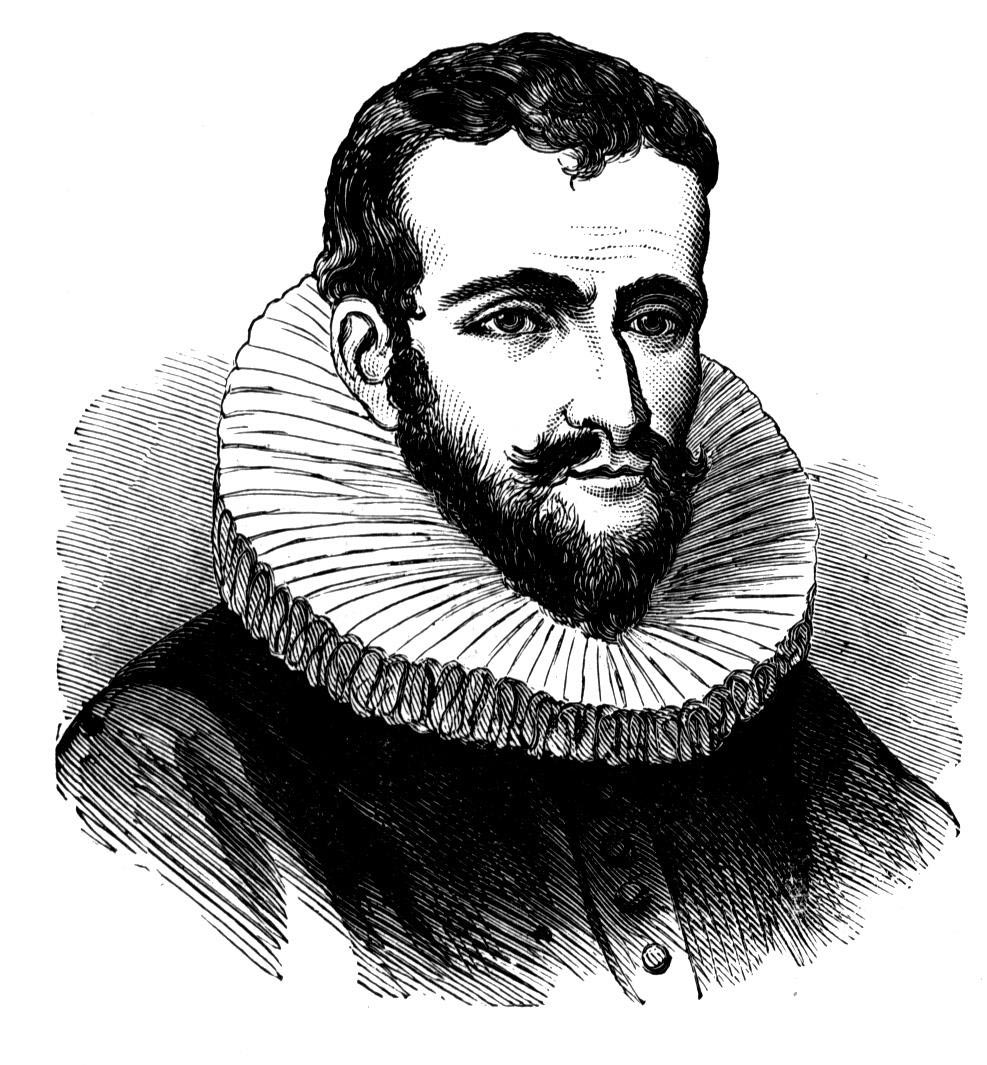
1885年出版の「Cyclopaedia of Universal History」にヘンリー・ハドソンの肖像画として掲載された絵（本人かどうかは不明）

ヘンリー・ハドソン（Henry Hudson、1560年代 - 70年頃 - 1611年?）は、イングランドの航海士・探検家。北アメリカ東海岸やカナダ北東部を探検した。ハドソン湾、ハドソン海峡、ハドソン川は彼の名にちなむ。

## 生涯
ハドソンが船員になる前の経歴については殆ど分かっていない。研究者によれば1560年代に生まれたとされる（1565年生まれ、1570年頃生まれという説もある）。16歳ごろに船員となり、その後船長まで上り詰めたと見られる。

### 1607年と1608年の航海

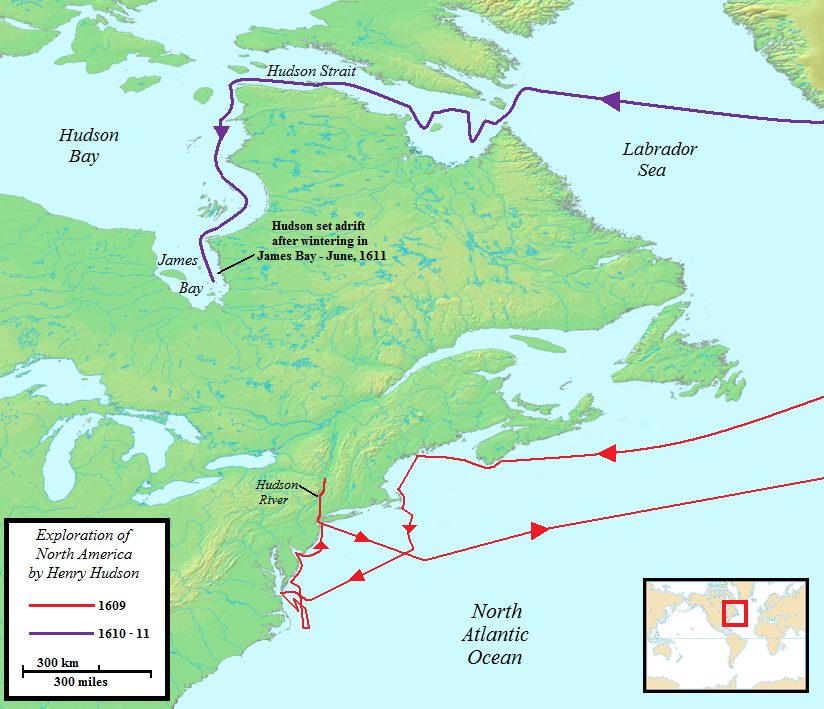
北米大陸探検時の航海図

ハドソンは1607年にモスクワ会社（モスクワ大公国との貿易を独占するイングランド最初の勅許会社）に雇われた。会社設立の目的の一つは、シベリア沖の北極海を通ってヨーロッパと中国を最短で結ぶ北東航路の探検であった。当時の人々は、沈まない夏の太陽が3ヶ月間北極圏を照らし続けることで、北極海の氷が溶け、イングランドから北極点を通って太平洋のモルッカ諸島へ直行できる海路が開くだろうと信じていた。イングランドはアジアを目指す航路でオランダやスペインと争っていたが、北極海経由の航路探検でも先を競っていた。
同年彼は北極海に向かって船出し、北極点の577海里（1,069km）南にまで達したが夏でも融けない厚い海氷に閉ざされて先に進めず、9月にイングランドに戻ってきた。トマス・エッジ（Thomas Edge）は、その際ハドソンがヤンマイエン島を発見したと主張しているが、その際に作ったはずの地図や記録などの証拠は残っていないため疑わしい。島は後にノルウェー領となった。また彼の到達したスヴァールバル諸島は、直後から捕鯨の拠点となった。イギリスとオランダとの間で激しいクジラ捕獲競争が繰り広げられ、スピッツベルゲン島の港はクジラの水揚げや鯨油生産などの産業で栄えた。
1608年には北東航路に再挑戦するためロシア北方に出港した。ノヴァヤゼムリャの付近まで達したものの、厚い氷で再びイングランドに帰らざるを得なかった。

### オランダの下でのアメリカ東海岸探検

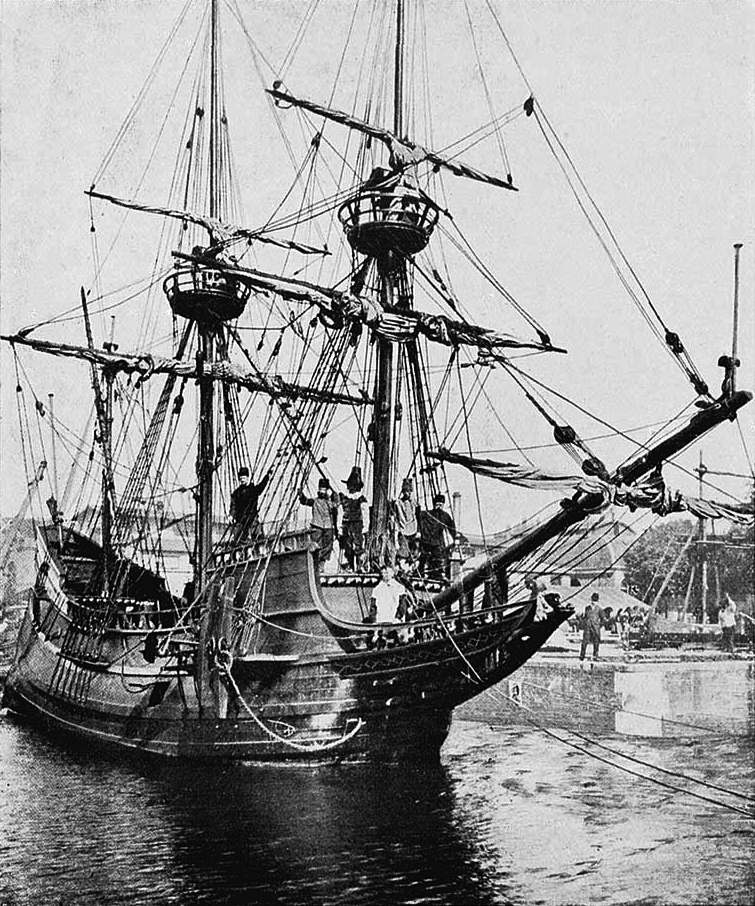
ハドソンの北米探検300周年を記念して1909年に建造されたハルフェ・マーン号のレプリカ

1609年、同じくアジアへの近道を求めるオランダ東インド会社に雇われ、ハルフェ・マーン号（Halve Maen 、英語のハーフ・ムーン号の名でも知られる）で大西洋横断航海に出た。彼の任務は、今度はアメリカ大陸の北を周ってアジアに向かう北西航路の発見だったが、自分も含め以前の航海者がすべて氷で行く手を阻まれてきたため無理だと考えた。同時期にジェームズタウンのヴァージニア植民地が建設されたことを聞いた彼は、北米中央部から太平洋へ出る航路を探すことにした。
ハルフェ・マーン号はチェサピーク湾とデラウェア湾周辺を航海したが、これらの湾は太平洋にはつながっていないことが分かった。彼はその北にあるニューヨーク湾へ入りハドソン川を遡り、オールバニーにまで達したが、これより先は川幅が狭いため戻らざるを得なかった。結局北アメリカは当初考えられていた群島ではなく大陸であり、太平洋への水路はなかったことが後に判明している。
ハドソン川の探検で、彼はモヒカン族やワッピンガー族など多くのアメリカ先住民と交易を行い、貝殻、ビーズ、そしてビーバーやカワウソの良質の毛皮を得た。オランダはこの航海をきっかけに毛皮交易を始め、この地域への権利を主張するようになる。こうしてニューネーデルラントが誕生し、1625年、ハドソン川河口の島マンハッタンに首都ニューアムステルダム（後のニューヨーク）が建設される。

### ハドソン湾発見、失踪

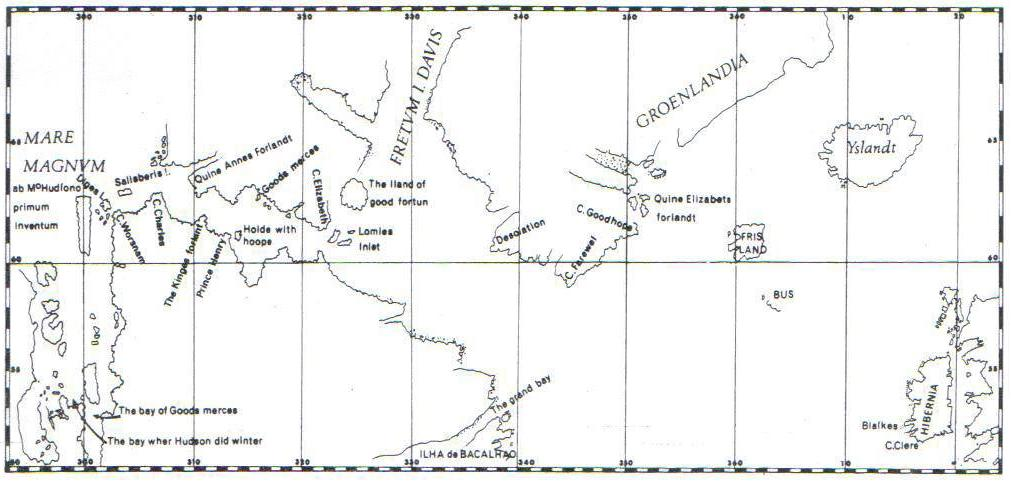
ハドソンの4度目の航海の地図（1610年-1611年）

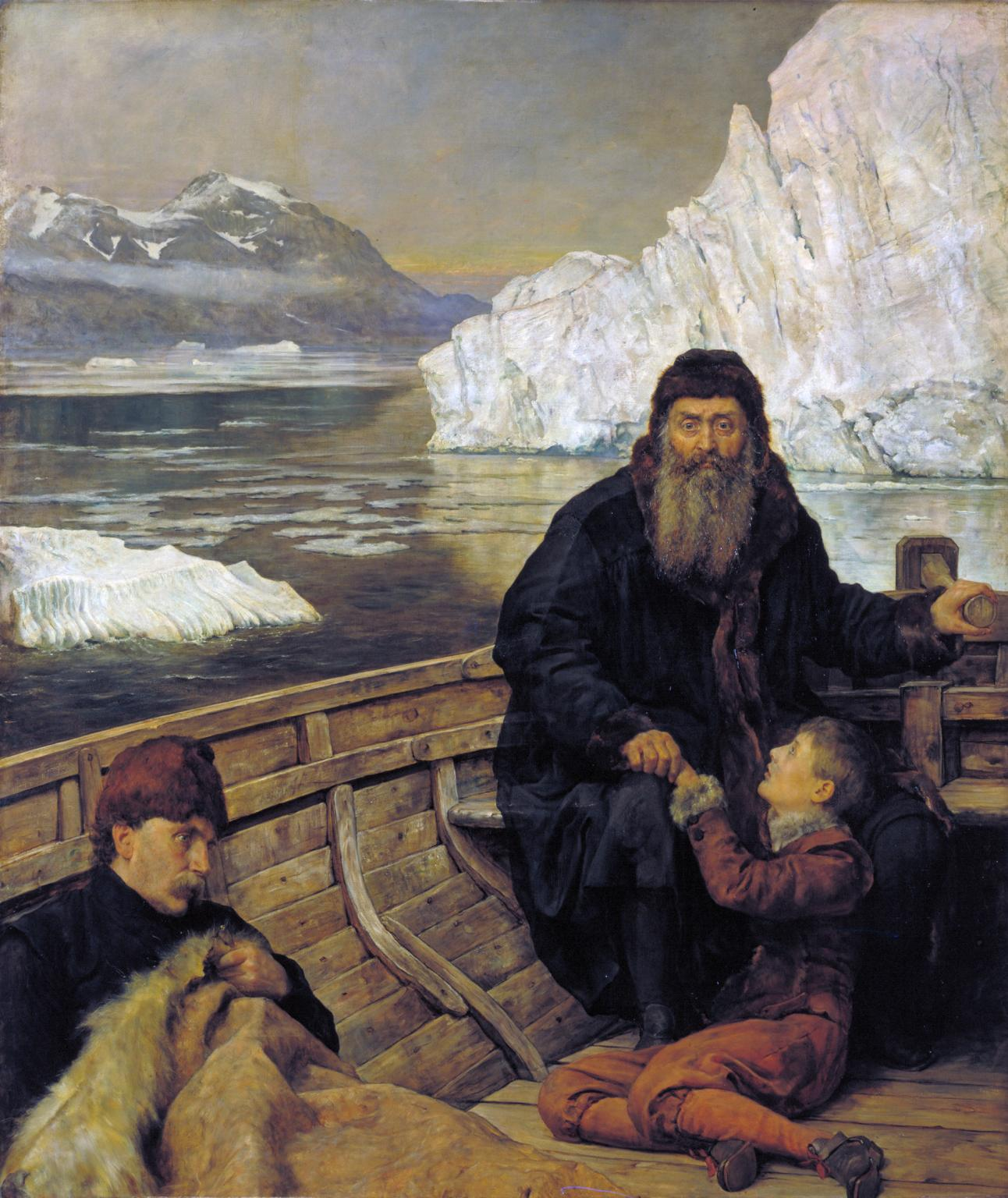
ジョン・コリア画『ヘンリー・ハドソンの最後の航海（1881年）』に描かれた、置き去りにされたハドソン親子ら

1610年にはヴァージニア会社とイギリス東インド会社の出資により、4度目の航海を行った。彼は新しい船ディスカバリー号を使用し、再度北西航路の開拓を目指して北米大陸を探検することとなった。北へ向かった彼は5月にアイスランドに到達、6月にはグリーンランドに到達し、最南端を回って西へ出た。彼はアメリカの北を迂回する北西航路をついに発見したことに興奮する。
7月25日にはハドソン海峡に達し、「怒り狂う逆波」（Furious Overfall）と後に呼ばれるほどの流れの激しい海峡を通り抜けることに成功してラブラドル半島の北端を越えた。8月2日に後に自らの名を冠することになるカナダ北部の巨大な湾、ハドソン湾に到達する。数ヶ月間を費やし、一帯の地図の作成と探検に費やすが、南へ向かって大きく開けたハドソン湾には太平洋への出口がどこにも見つからなかった。11月ごろに海が氷に閉ざされたため、ハドソン湾南端のジェームズ湾に上陸し越冬を余儀なくされる。
その際、出航時に必要量を少なく見積もったことで食料が著しく欠乏したために乗組員に突き上げを食らう。翌1611年の春にやっと氷が解け、航海を再開しようとしたが、この際に更なる探検を画策するハドソンと本国帰還を求める乗組員との間に不和が発生したとみられる。その後6月22日に乗組員が反乱をおこし、ハドソンと息子ジョン、さらに乗組員のうち彼に従う者と病気で衰弱した者の6人が本船を下ろされ、小舟に置き去りにされた。乗組員の日誌によると彼らには毛布、火薬、弾薬、槍、鉄製のポットにわずかな食料などが与えられたという。その後ハドソン達はしばらく本船の後を追ったが、そのまま消息不明となった。
その後、反乱をおこした13人の乗組員のうち8人がヨーロッパに生還した。イングランドに戻ると乗組員は逮捕され、うち数人は裁判にかけられたが、反乱行為は罪に問われることはなく釈放された。これは生存者たちが新世界探検のための重要な情報源になると判断されたためと考えられている。後に妻のキャサリンが資金を出し、ハドソンの捜索が行われたが発見されることはなかった。
なお、カナダ人作家のドロシー・エバーはその後のハドソンと息子を指すと思われるイヌイットの伝承を集めている。それによると、長く白いひげを生やした老人と少年が小さな木造船で流れ着き、イヌイットたちは彼らを野営地に連れて行き、食事を与えた。老人が亡くなった後は、少年が逃げ出さないように彼らの家に繋ぎ止めたという。
また別の伝承として、イヌイットに捕らえられて奴隷にされ、脱走してオタワ川を下ったというものもある。